# Руданське
Руда́нське — село в Україні, у Шаргородській міській громаді Жмеринського району Вінницької області. Населення становить 1261 особу.

## Географія
Через село тече річка Жорнівка, права притока Лозової.

## Історія
У 16 столітті село мало назву Жорнівка. Так називалась і річка, що раніше була повноводною. Згодом Жорнівку перейменували на Довгівці на честь власника села, пана на прізвище Довгань.
У червні 1922 року на сільському сході за пропозицією місцевого краєзнавця, вчителя Івана Івановича Кільчицького селу надали ім'я українського поета Степана Руданського (1834—1873). Він проходив практику в місцевій церкві, коли навчався в Шаргородському духовному училищі.
12 червня 2020 року відповідно до Розпорядження Кабінету Міністрів України № 707-р «Про визначення адміністративних центрів та затвердження територій територіальних громад Вінницької області» увійшло до складу Шаргородської міської громади.
19 липня 2020 року, в результаті адміністративно-територіальної реформи та ліквідації Шаргородського району, село увійшло до складу Жмеринського району.

## Спорт
У селі базується аматорський футбольний клуб «15 Громада». У 2015 році команда здобула Кубок Вінницької області з футболу.

## Відомі уродженці
- Ковалишин Іван Васильович (17 грудня 1916 — 18 червня 2003) — лікар-ортопед-травматолог, доктор медичних наук.
- Мазур Василь Митрофанович (нар. 1950-..2010)) — український історик.Кандидат історичних наук, доцент Вінницького педагогічного університету.
- Стахів Дмитро Андрійович-(1935-...) доктор хімічних наук. Професор Київського Державного університету Т.Г.Шевченка.
- Кільчицький Віталій Іванович  -(1937) доктор економічних наук "Заслужений економіст Молдови.
- Кочубей Тетяна Дмитрівна- (1958)доктор  педагогічних наук- професор.  Проректор Уманського педагогічного університету ім  П.Г.Тичини.
- Вовк Василь  Васильович- (1959)кандидат  юридичних наук.  "Заслужений юрист України.

Генерал-майор СБУ.
- Білий Петро Федорович -(1941-...)"Заслужений працівник сільського господарства *.

```
  * Слободянюк Володимир Григорович-(1957-2020)"Заслужений юрист України "
  * Ковалишин Іван Митрофанович-"Заслужений працівник сільського господарства ".
```